# Sulky

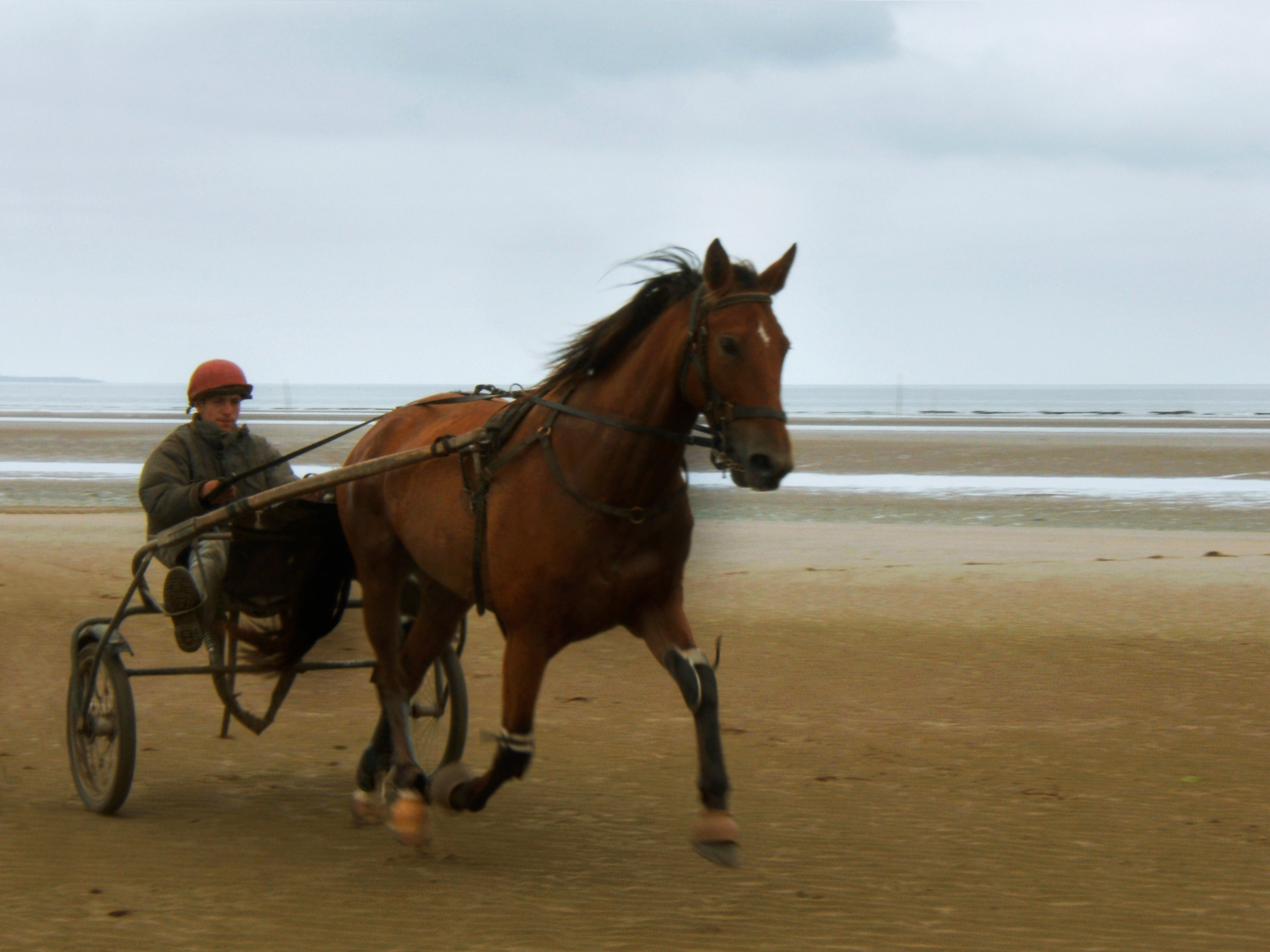
Klassischer Rennsulky

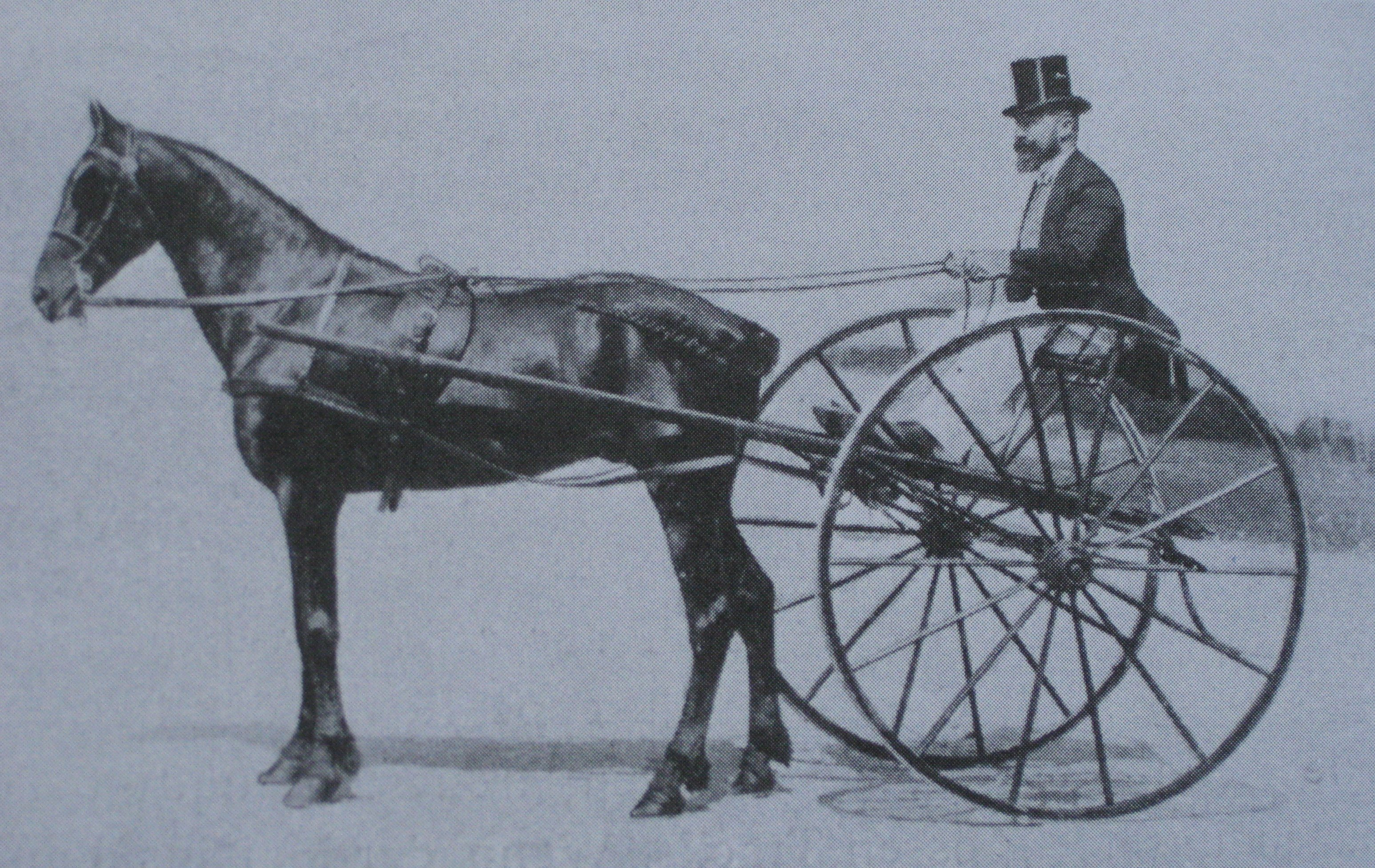
Sulky von 1873

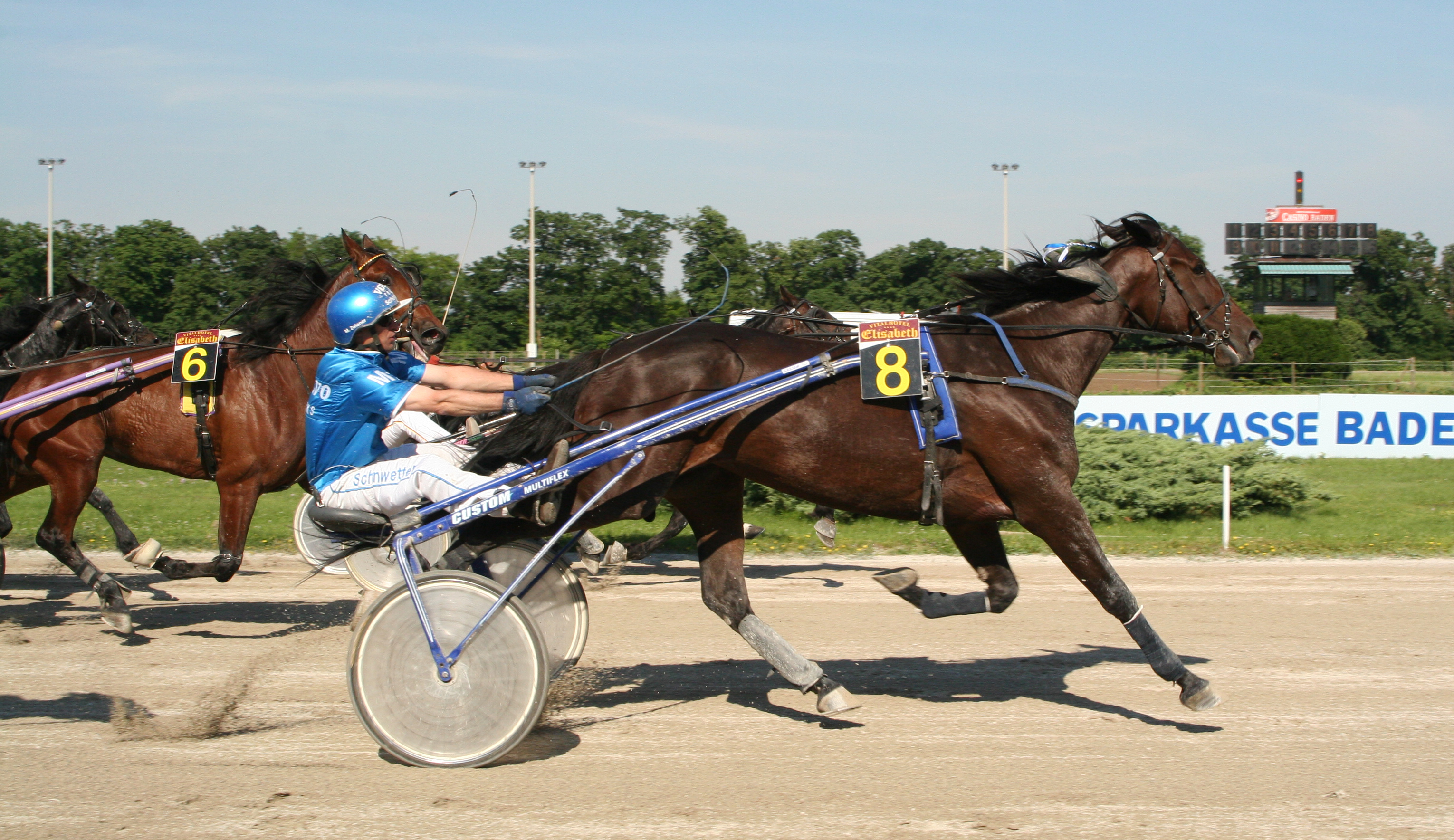
Sulky Modefight

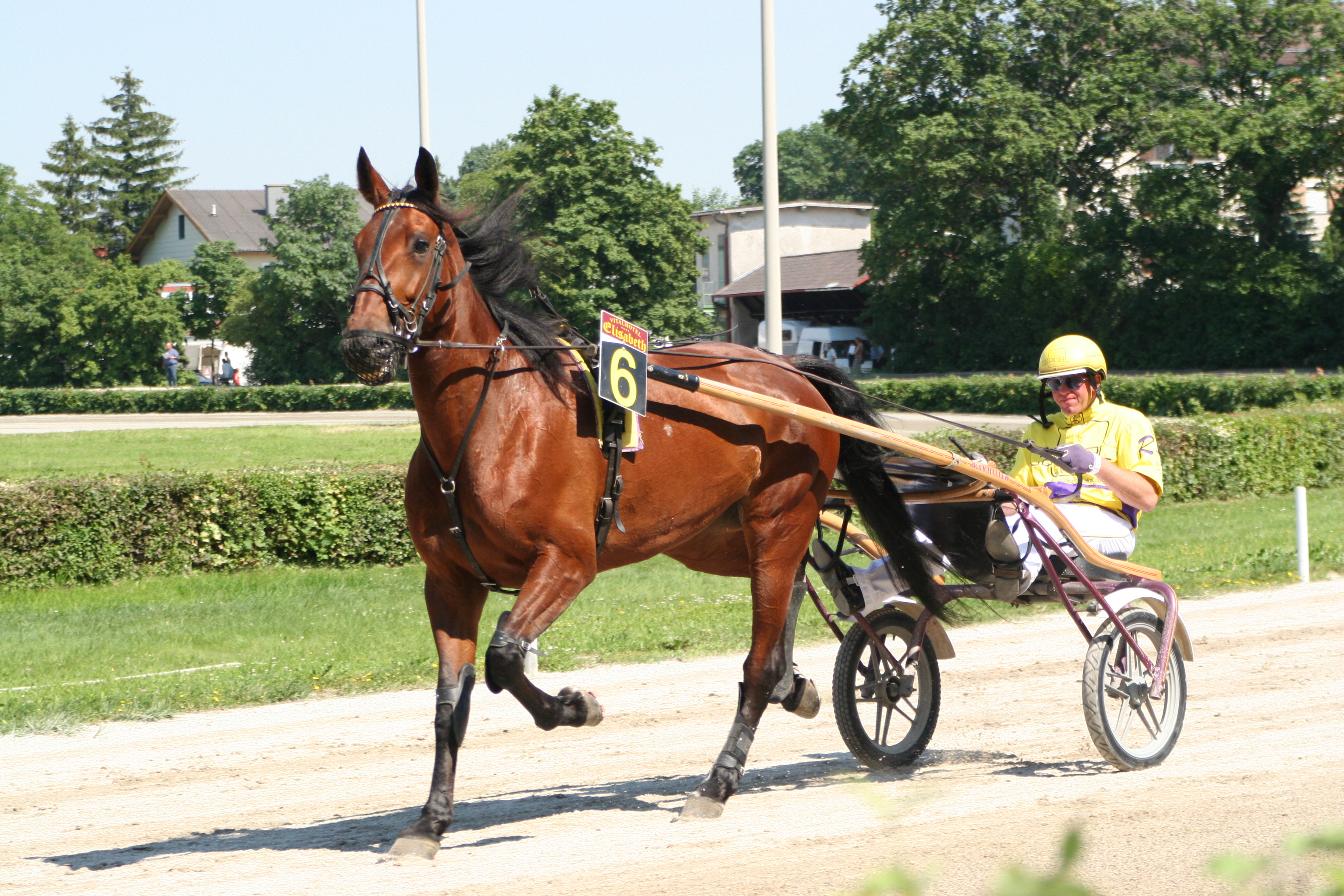
Longshaft

Ein Sulky ist ein einachsiges Pferdefuhrwerk, das, meistens in Leichtbauweise, vor allem im Pferderennsport bei Trabrennen eingesetzt wird. In Fahrsportprüfungen werden Ponys auch in Sulkys vorgestellt. Typisch für den Sulky ist, dass er im Gegensatz zu einer Gig normalerweise nur einen Einzelsitz und keine Sitzbank hat. Der Fahrer sitzt mit links und rechts vom Pferd vorgestreckten Beinen.

## Rennsulkys
Es gibt Trainingssulkys, meistens für Fahrer und Beifahrer, mit Spritzblech und meistens in etwas schwererer Ausführung.
Rennsulkys bieten nur dem Fahrer Platz und haben entweder gar kein Spritzblech oder es wird durch ein Tuch ersetzt. Sie wiegen höchstens 30 kg und sind mit einer Gabeldeichsel und luftgefüllten Reifen ausgestattet.
Früher wurde der Sulky mittels Lederriemen an das Pferdegeschirr „gewickelt“. Heutzutage verwendet man fast ausschließlich ein „Klick-System“, bei dem eine der beiden hintereinanderliegenden auf den Anzen angebrachten Vorrichtungen einfach in die auf dem Trabergeschirr angebrachten Vorrichtungen eingeklickt wird.
Die Plastikabdeckungen über den Rädern verhindern, dass ein Pferd in die Speichen steigt.

### Modelle
Modefighteher leichter Sulky mit kurzen Anzen. Der Fahrer sitzt knapp hinter dem Pferd. Manchmal – durch die Positionseinstellung des Sitzes – kommt eine gewisse Hebelwirkung zum Tragen, die das Pferd quasi „aufhebt“.
LongshaftLängere Anzen, eher schwerer. Verwendung für eher größere Pferde, die eine längere Schrittlänge haben.
Doppelsitzerschwerer Sulky für zwei Personen. Trainingssulky. Wird oft verwendet, um ein zweites Pferd mitlaufen zu lassen, das die zweite Person am Führstrick mitführen kann.
weitereFohlenwagen, Korbwagen, Jogger